# Minervino Murge
Minervino Murge est une commune italienne d'environ 8 860 habitants située la province de Barletta-Andria-Trani, dans la région des Pouilles, dans le Sud de l'Italie.

## Administration
| Période                                  | Période | Identité | Étiquette | Qualité |
| ---------------------------------------- | ------- | -------- | --------- | ------- |
|                                          |         |          |           |         |
| Les données manquantes sont à compléter. |         |          |           |         |

### Communes limitrophes
Andria, Canosa di Puglia, Lavello, Montemilone, Spinazzola